# Ржевско-Вяземская стратегическая наступательная операция
Ржевско-Вяземская стратегическая наступательная операция — наступательная операция Калининского и Западного фронтов, проведённая с 8 января по 20 апреля 1942 года. Продолжение советского контрнаступления под Москвой. 
Результатом операции стало освобождение Московской, Тульской и ряда районов Калининской и Смоленской областей. Однако, несмотря на очень большие потери советских войск, окружить и уничтожить ржевско-вяземскую группировку вермахта им не удалось.

## План операции
Ставка ВГК в своей директиве от 7 января 1942 года приказала охватывающими ударами армий правого крыла Калининского фронта из района северо-западнее Ржева на Сычёвку, Вязьму и войск левого крыла Западного фронта из района Калуги в направлении Юхнова, Вязи с одновременным наступлением остальных армий Западного фронта на Сычёвку и Гжатск окружить, расчленить и уничтожить основные силы группы армий «Центр» в районе Ржева, Вязьмы, Юхнова, Гжатска.
Севернее, армии левого крыла Северо-Западного фронта (генерал-лейтенант П. А. Курочкин) осуществляли Торопецко-Холмскую операцию.
Южнее, на Брянский фронт (генерал-полковник Я. Т. Черевиченко) возлагалась задача прикрыть наступление Западного фронта с юга (Болховская операция).
Для завершения окружения вяземской группировки противника Ставка предусматривала высадку 4-го воздушно-десантного корпуса юго-западнее — перерезать железную и шоссейную дороги Вязьма — Смоленск.

## Силы сторон

### РККА
Советская общевойсковая армия численно соответствовала немецкому 1—1,5 корпусу.
Немецкая полевая армия численно соответствовала 0,5—1 советского фронта.
Западный фронт (генерал армии Г. К. Жуков):
- 1-я ударная армия (генерал-лейтенант В. И. Кузнецов)
- 20-я армия (генерал-лейтенант А. А. Власов)
- 16-я армия (генерал-лейтенант К. К. Рокоссовский)
- 5-я армия (генерал-лейтенант Л. А. Говоров)
- 33-я армия (генерал-лейтенант М. Г. Ефремов)
- 43-я армия (генерал-майор К. Д. Голубев)
- 49-я армия (генерал-лейтенант И. Г. Захаркин)
- 50-я армия (генерал-лейтенант И. В. Болдин)
- 10-я армия (генерал-лейтенант Ф. И. Голиков)
- 1-й гвардейский кавалерийский корпус (генерал-лейтенант П. А. Белов)

Калининский фронт (генерал-полковник И. С. Конев):
- 29-я армия (генерал-майор В. И. Швецов[3])
- 39-я армия (генерал-лейтенант И. И. Масленников[4])
- 11-й кавалерийский корпус (полковник С. В. Соколов[5])

Резерв Ставки ВГК:
- 4-й воздушно-десантный корпус (генерал-майор А. Ф. Левашев; с февраля 1942 года — генерал-майор А. Ф. Казанкин)

Помощь советским войскам оказывали многочисленные партизанские отряды и группы, общей численностью около 8000 человек, а также бойцы, оставшиеся с осени 1941 года в окружении (в основном войска 24-й армии).

### Вермахт
Группа армий «Центр»:
- 4-я танковая армия (генерал-полковник Э. Гёпнер; с 8 января 1942 — генерал-полковник Р. Руофф)
- 4-я армия (генерал Л. Кюблер; с 20 января — генерал-полковник Г. Хейнрици)
- 9-я армия (генерал-полковник А. Штраус; с 15 января — генерал В. Модель)

## Ход операции

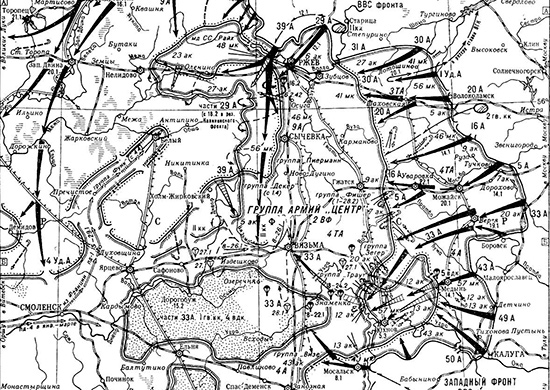
Ржевско-Вяземская наступательная операция. Схема.

8 января в наступление перешли ударные группировки Калининского фронта. На следующий день войска левого крыла Северо-Западного фронта (3-я и 4-я ударные армии) начали Торопецко-Холмскую операцию. К середине января войска Калининского фронта глубоко охватили с запада и востока оленинскую группировку, 39-я армия вышла в её тыл, в район Сычёвки.
10 января началось наступление войск Западного фронта. Сломив упорное сопротивление врага, они освободили города Можайск, Верею, Медынь, Киров, Людиново и Сухиничи. Осуществление прорыва обороны противника на правом крыле силами 1-й ударной, 20-й и 16-й армий под Волоколамском и Шаховской с целью выйти на Сычевку и с востока отсечь Ржевскую группировку, а также прорыв в центре Западного фронта создали предпосылки для рассечения обороны врага на вяземском направлении и охвата вяземской группировки противника с юго-востока.
Однако 19 января, вопреки плану Г. К. Жукова, по личному распоряжению И. В. Сталина 1-я ударная армия (В. И. Кузнецов) была выведена из боя и передислоцирована в район Демянска.
Части 16-й армии (К. Рокоссовский) были передислоцированы на юг. Это было связано с тем, что 10-я армия генерал-лейтенанта Ф. И. Голикова должна была овладеть Кировом и выйти на железную дорогу Вязьма — Брянск, а затем содействовать развитию наступления на Вязьму, действуя по разобщенным направлениям в полосе шириной до 120 км. 10-я армия 11 января освободила Киров, но через четыре дня подверглась сильному контрудару немецких войск. В результате её соединения были отброшены к северу от Людиново, к северо-западу и северо-востоку от Жиздры, где перешли к обороне. Управлению и штабу 16-й армии было приказано перейти в район Сухиничей, принять в свое подчинение соединения и части 10-й армии, организовать противодействие врагу и восстановить утраченное положение. Это задача была выполнена 29 января.
Войска 20-й армии (Андрей Власов) преодолеть оборону противника и завершить рассечение Ржевско-Вяземской группировки не смогли и перешли к обороне. Идея наступать на всех фронтах, провозглашённая И. В. Сталиным 5 января 1942 года, но не подкреплённая ресурсами, привела к потере инициативы, срыву контрнаступления под Москвой и неоправданным жертвам под Ржевом.
В центре полосы наступления Западного фронта действовали 5-я и 33-я армии. 14 января 5-я армия освободила Дорохово, 17 января — Рузу, 20 января — Можайск, 22 января — Уваровку. Но затем 5-я армия была вынуждена остановиться из-за недостатка сил и в течение всего февраля она вела кровопролитные безуспешные бои на реке Воря. Советские войска вышли к Васильковскому узлу сопротивления немцев и ценой тысяч солдатских жизней удерживали этот рубеж. Урочище вблизи дороги, идущей от посёлка Уваровка в сторону села Семёновское, получило название «Долина смерти».
Адольф Гитлер снял с постов командующего 4-й танковой армией генерал-полковника Э. Гёпнера (8 января), командующий 9-й армией генерал-полковник Адольф Штраус 15 января был сменён генералом Вальтером Моделем. 20 января на посту командующего 4-й армией Кюблера сменил Готхард Хейнрици.

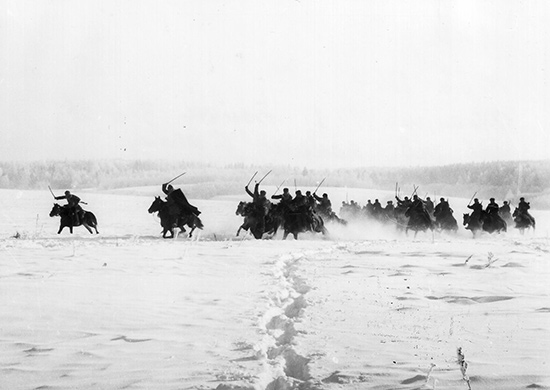
Бойцы 11-го кавалерийского корпуса в наступлении.

В результате энергичных мер нового командующего 9-й армией В. Моделя был закрыт прорыв в обороне западнее Ржева и перерезаны коммуникации 39-й армии, части сил 29-й армии и 11-го кавалерийского корпуса.
22 января Ставка передала в состав Калининского фронта 3-ю и 4-ю ударные армии Северо-Западного фронта.
К исходу 25 января 29-я армия была отрезана от главных сил и более двух недель вела бои в окружении.
27 января в районе Вязьмы десантировалась 8-я воздушно-десантная бригада. Однако после того как немецкая авиация нанесла удары по аэродромам и уничтожила транспортные самолёты, выброску и высадку последующих эшелонов десанта пришлось отменить.
Наступление войск Западного фронта (33-й армии, 1-го гвардейского кавалерийского корпуса и 4-го воздушно-десантного корпуса) на Вязьму, начавшееся 26 января во взаимодействии с 11-м кавалерийским корпусом Калининского фронта, успеха не имело. В итоге 1-й гвардейский кавалерийский корпус и высаженный десант оказались в глубоком немецком тылу, где до конца июня 1942 года совместно с партизанами вели упорные боевые действия.

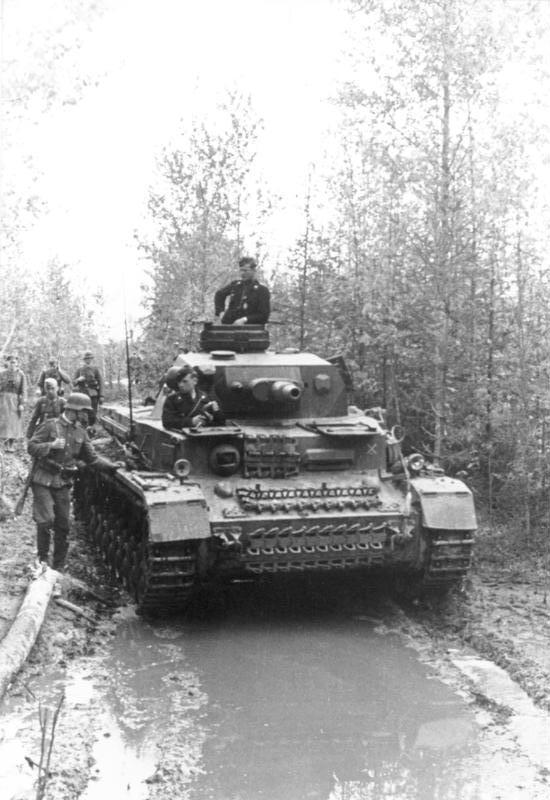
Немецкий танк PzKpfw IV на затопленной дороге в лесу, март 1942 года

1 февраля была восстановлена должность главнокомандующего западным направлением, на которую был назначен генерал армии Г. К. Жуков, сохранивший пост командующего Западным фронтом. Ставка потребовала завершить разгром основных сил группы армий «Центр». В это же время немецкое командование подтянуло подкрепления, которые во взаимодействии с авиацией отбили атаки советских войск на Вязьму. Одновременно противник нанёс сильные контрудары по коммуникациям выдвинувшихся вперёд 33-й, 39-й и 29-й армий, войска которых вынуждены были в начале февраля перейти к обороне.
В ночь на 18 февраля командующий Калининским фронтом И. С. Конев отдал приказ на прорыв 29-й армии из окружения. Выход из окружения был завершён, в основном, к 28 февраля. Но из окружения вышли и присоединились к 39-й армии лишь 5200 человек (из них 800 раненых), окружённые дивизии 29-й армии почти полностью были уничтожены в Мончаловских лесах.

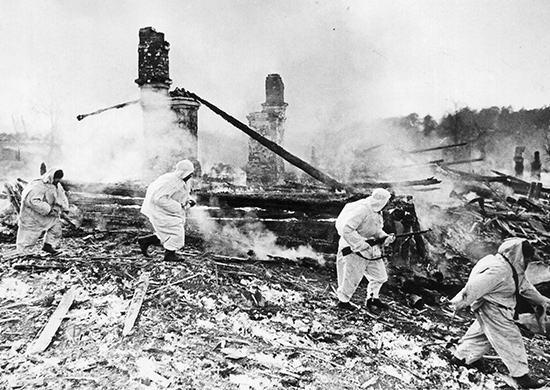
Стрелковое подразделение Красной Армии ведет бой в г. Юхнов.

В течение 18—23 февраля в тыл немецких войск в районе западнее Юхнова было сброшено с парашютами 7373 человека из состава 9-й и 214-й воздушно-десантных бригад. В ночь на 24 февраля они начали наступательные действия. Им удалось на отдельных направлениях продвинуться на 20-25 км навстречу 50-й армии и занять ряд населённых пунктов. Но вскоре они подверглись сильным ударам немецкой авиации и контратакам и были вынуждены перейти к обороне.
В течение второй половины февраля и марта 1942 года 43-я армия безрезультатно пыталась пробить коридор к 33-й армии. Навстречу прорывающимся частям группы Белова 14 апреля наступала 50-я армия Западного фронта. Но уже 15 апреля, когда до окружённой армии Ефремова оставалось не более 2 километров, немцы отбросили части 50-й армии, и наступление захлебнулось.
С вечера 13 апреля всякая связь со штабом 33-й армии теряется. Вопреки плану штаба Западного фронта и распоряжению Г. К. Жукова выходить на Киров, И. В. Сталин лично даёт М. Г. Ефремову разрешение на выход по кратчайшему пути на Угру, где остатки армии попадают в засаду. Армия перестаёт существовать как единый организм, и отдельные её части пробиваются на восток разрозненными группами. 17 или 18 апреля раненый М. Г. Ефремов покончил жизнь самоубийством.
В конце марта — начале апреля войска Калининского и Западного фронтов предприняли ещё одну попытку разгромить ржевскую, оленинскую и вяземскую группировки и соединиться с войсками, действовавшими в тылу противника в районе Вязьмы, но опять без успеха.
16 апреля 1942 года Ф. Гальдер записал в дневнике: «Русская 33-я армия ликвидирована…»
20 апреля войска получили приказ о переходе к обороне на рубеже Ржев, Гжатск, Киров, Жиздра.
24 июня 1942 года остававшиеся в живых воздушные десантники 4-го корпуса и кавалеристы группы Белова вышли из окружения на соединение с войсками 10-й армии.
Бои 39-й армии и 11-го кавалерийского корпуса в окружении продолжались до середины июля 1942 года, когда они были окончательно разгромлены (операция «Зейдлиц»). Командующий 39-й армией генерал-лейтенант И. И. Масленников был эвакуирован, его заместитель генерал-лейтенант И. А. Богданов погиб в окружении.

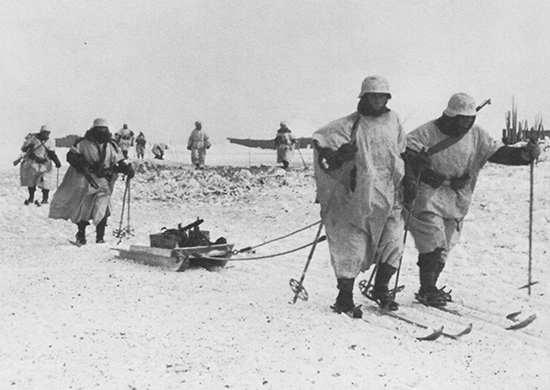
Тактическая группа немцев на марше

## Потери
Одна из самых кровопролитных операций Великой Отечественной войны.
Общие потери советских войск в операции составили 776 889 человек, из них безвозвратные 272 320, или 25,7 %.
С 1 января по 30 марта 1942 группа армий «Центр» потеряла около 330 тысяч солдат и офицеров убитыми, ранеными и пропавшими без вести — около половины личного состава. 
В частности, за два с половиной месяца боёв (со 2 февраля) личный состав 33-й армии уничтожил 8700 солдат и офицеров противника, 24 танка, 29 орудий и другую военную технику. Безвозвратные потери 33-й армии за этот же период составили более 8000 человек, в том числе во время выхода из окружения — около 6000 бойцов и командиров. Прорваться к своим войскам в составе небольших групп смогли всего 889 человек.

## Результаты
Несмотря на незавершённость, операция имела важное значение в ходе общего наступления Красной армии. Советские войска отбросили противника на западном направлении на 80—250 км, завершили освобождение Московской и Тульской областей, освободили многие районы Калининской и Смоленской областей. Результатом операции стало образование Ржевско-Вяземского выступа.
Американский историк Дэвид Гланц проводит аналогию с другими наступательными операциями РККА в зимне-весенний период 1941-42 годов, также закончившимися неудачно при значительных потерях. К таким операциям, по мнению Гланца, относятся:
- - Демянская наступательная операция (1 марта — 30 апреля)
  - Любанская наступательная операция (7 января — 30 апреля)
  - Болховская операция (24 марта — 3 апреля)
  - Курско-Обоянская операция (3 — 26 января)
  - Барвенково-Лозовская операция (7 января — 30 апреля)
  - Крымское наступление (27 февраля — 15 апреля 1942 г.)

Причиной неудач советских наступлений, по мнению Гланца, стала общая недооценка Ставкой ВГК сил вермахта и переоценка возможностей Красной армии, а также распыление сил РККА на множество направлений.

## Комментарии
1. ↑  В ноябре 2015 Дэвид Гланц был награждён медалью Министерства обороны России «За укрепление боевого содружества» за объективное освещение роли Красной армии во Второй мировой войне[13].
2. ↑  Сталинская доктрина «Наступления по всему фронту» применялась и в дальнейшем в ходе войны, что зачастую приводило к неоправданным потерям при ограниченных результатах[16].